# 菲律宾天主教

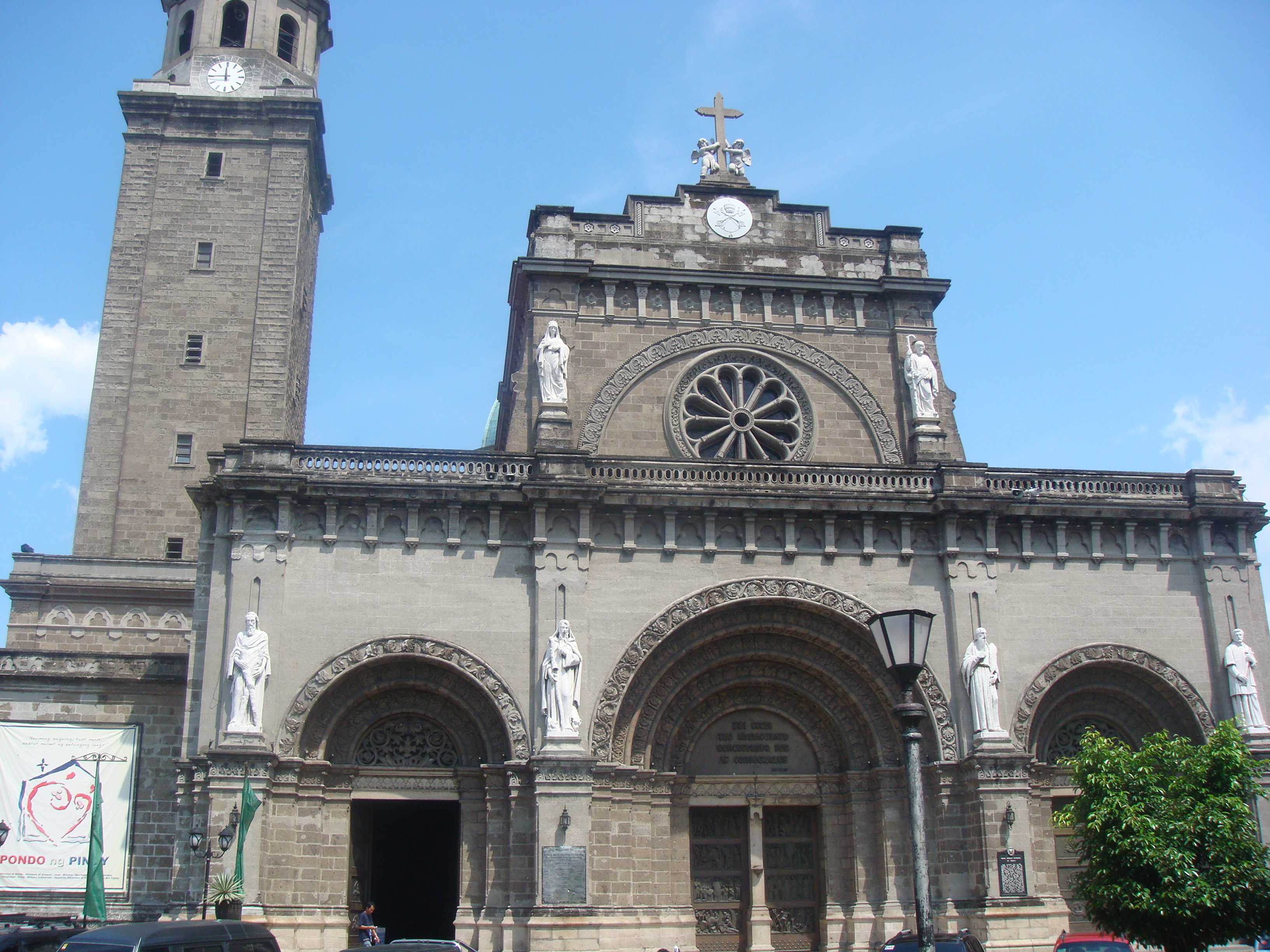
馬尼拉聖母無染原罪聖殿主教座堂

菲律宾和东帝汶是亚洲仅有的两个天主教国家，也是世界第三大天主教国家（前两名分别是巴西和墨西哥）。
天主教徒占菲律宾人口的83%，占有绝对优势，从西班牙传入五百年来，天主教一直对菲律宾的政治和社会产生巨大影响。1986年总统马科斯和2001年埃斯特拉达被赶下台，以樞機辛海梅為首的菲律賓主教聯會（CBCP）都发挥了重要作用。
全国城乡各处遍布大小教堂和售卖天主教用品的店铺。菲律宾有四座巴洛克风格的天主堂已列为世界文化遗产，分别坐落在马尼拉、圣玛利亚、帕瓦伊和米亚高。菲律宾还拥有世界上最长的圣诞季，从12月16日开始。

## 外部連結
- Official website of the Catholic Church in the Philippines
- Rosario "Salinas", Cavite Information

This article incorporates material from the U.S. Library of Congress and is available to the general public.
- On Religious Freedom in the Philippines by the U.S. Department of State （页面存档备份，存于）
- Library of Congress on Friatorcracy （页面存档备份，存于）
- The Catholic Church in the Philippines （页面存档备份，存于）  by Giga-Catholic Information
- Official Website of the Diocese of Libmanan （页面存档备份，存于）